# Gregorio Allegri
Gregorio Allegri (Roma, circa 1582-ibídem, 17 de febrero de 1652) fue un sacerdote, cantante y compositor italiano.

## Biografía
Fue hijo del cochero milanés Costantino, y hermano mayor de Bartolomeo y del compositor Domenico Allegri. Su apellido, 'Allegri', tiene su origen en el nombre del abuelo: Allegro. 
Se inició musicalmente como niño soprano en la iglesia de San Luigi dei Francesi de Roma con el maestro di capella Giovanni Bernardino Nanino desde 1591 hasta 1596, año en que su voz mudó. Estudió música con Giovanni Maria Nanino, quien era hermano de Bernardino y amigo de Giovanni Pierluigi da Palestrina, entre 1600 y 1607. Durante varios años cantó en diversas catedrales, especialmente en Fermo entre 1607 y 1621, y también en Vallicella y Tivoli. En 1628 retornó a Roma para rendir los exámenes de admisión al Coro de la Capilla Papal, al que ingresó el 6 de diciembre de 1629, permaneciendo en él hasta su muerte. El cargo le proporcionó prestigio y seguridad económica.
Su obra, fundamentalmente compuesta por música sacra, consta de numerosas misas, motetes, lamentaciones, magnificats, concertini para voz solista, etc. Compuso una sonata en cuatro partes para cuerdas considerada prototipo del cuarteto de cuerdas. Su obra se encuentra bien conservada en diversos manuscritos.

## Miserere
Su creación más conocida es la música compuesta para el salmo Miserere mei, Deus, realizada hacia 1638. Desde entonces la obra es interpretada regularmente durante la Semana Santa en la Capilla Sixtina. Está escrita para dos coros, uno de cuatro voces y otro de cinco. Uno de los coros canta una versión simple del tema original y el otro coro, a cierta distancia, canta un comentario más elaborado. Es uno de los mejores ejemplos del estilo polifónico del Renacimiento, llamado en el siglo XVII stile antico o prima prattica, y denota las influencias combinadas de la escuela romana (Palestrina) y veneciana (Andrea y Giovanni Gabrieli, el coro doble).
En un principio se impuso la prohibición de ejecutar la obra fuera de la Capilla Sixtina, incluso se amenazaba con la excomunión a quien la copiara, pese a lo cual se hicieron algunas copias. El emperador Leopoldo I de Austria solicitó y obtuvo una copia, que conservó en la Biblioteca Imperial de Viena. Sin embargo, cuando escuchó la obra pensó que había sido engañado. Por entonces, el papa despidió al maestro de capilla de la época, quien tuvo que trasladarse a Viena para explicar las técnicas de ejecución y las improvisaciones —los llamados abbellimenti, que nunca eran escritos sino que pasaban de intérprete a intérprete en el coro de la Capilla— que según él no podían ser reflejados en el papel para que el maestro pudiera ser contratado nuevamente. El padre Giovanni Battista Martini poseía otra copia.
En 1770 Wolfgang Amadeus Mozart, de tan solo 14 años, tras escucharla una sola vez, transcribió la obra al papel de memoria para luego introducir correcciones menores en una segunda ocasión. Este hecho es generalmente recordado como muestra del genio de Mozart, quien incluso fue nombrado Caballero de la Orden de la Espuela de Oro por el papa cuando se enteró del suceso. La copia de Mozart, que reflejaba las improvisaciones, no ha sido conservada. En 1771, el Dr. Charles Burney, después de un viaje a Italia, publicó en Londres una versión de la obra, basada posiblemente en la copia de Martini, en la de Mozart y, quizás, en una copia obtenida de la propia Capilla Sixtina.

## Obras
- Il primo libro di concertini a 2-5 voci - Roma, Luca Antonio Soldi - 1618, que se ha perdido
- Concertini a due, a tre, et a quattro voci... con il basso continuo, libro secondo - Roma, Luca Antonio Soldi, 1619
- Motecta binis, ternis, quaternis, quinis, senisque vocibus, organice dicenda  Roma, Luca Antonio Soldi, 1621
- Sinfonia, a 4, en A. Kircher, Musurgia universalis (Roma, 1650)
- Il salmo Miserere mei Deus
- Misa Che fa oggi il mio sole; Misa Christus resurgens; Misa In lectulo meo; Misa Salvatorem exspectamus; Misa Vidi turbam magnam
- Dos Lamentationes Jeremiae prophetae, de hacia 1640 y 1651
- Te Deum
- Laudate regem

Motetes de 1618, 1619, 1621, 1623, 1625, 1626 y 1639. Algunos motetes de Allegri fueron introducidos por Fabio Costantini en la colección Scelta di motetti di diversi eccellentissimi autori a due, tre, quattro e cinque voci, Roma, 1618. Gran número de composiciones inéditas se conservan en Roma, en el archivo de Santa Maria in Vallicella y en el colegio de capellanes cantores de la capilla pontificia. El abad Giuseppe Baini cita particularmente un motete y una misa a ocho voces, Christus resirgens ex mortuis. También hubo dos colecciones en el Collegio Romano, con el título varia musica sacra ex bibliotheca Altaempsiana, iussu J.D. Angeli ducis ab Altaemps collecta que contenían diversas composiciones de Allegri, seguramente conciertos para varios instrumentos. Athanasius Kircher extrajo de él un pasaje publicado en su  Musurgia  (tomo I, p.   487). Había una partitura en la biblioteca musical del abad Santini, las "Lamentazioni" de la Semana Santa y la "Improperia" a dos coros, el motete "Salvatorem expectamus" a seis voces, los salmos  Dixit Dominus  y  Beatus vir , y los motetes  Domine Jesu Christe  y  Libera me, Domine , todos compuestos por Allegri.